# Prisión Federal Camp Alderson

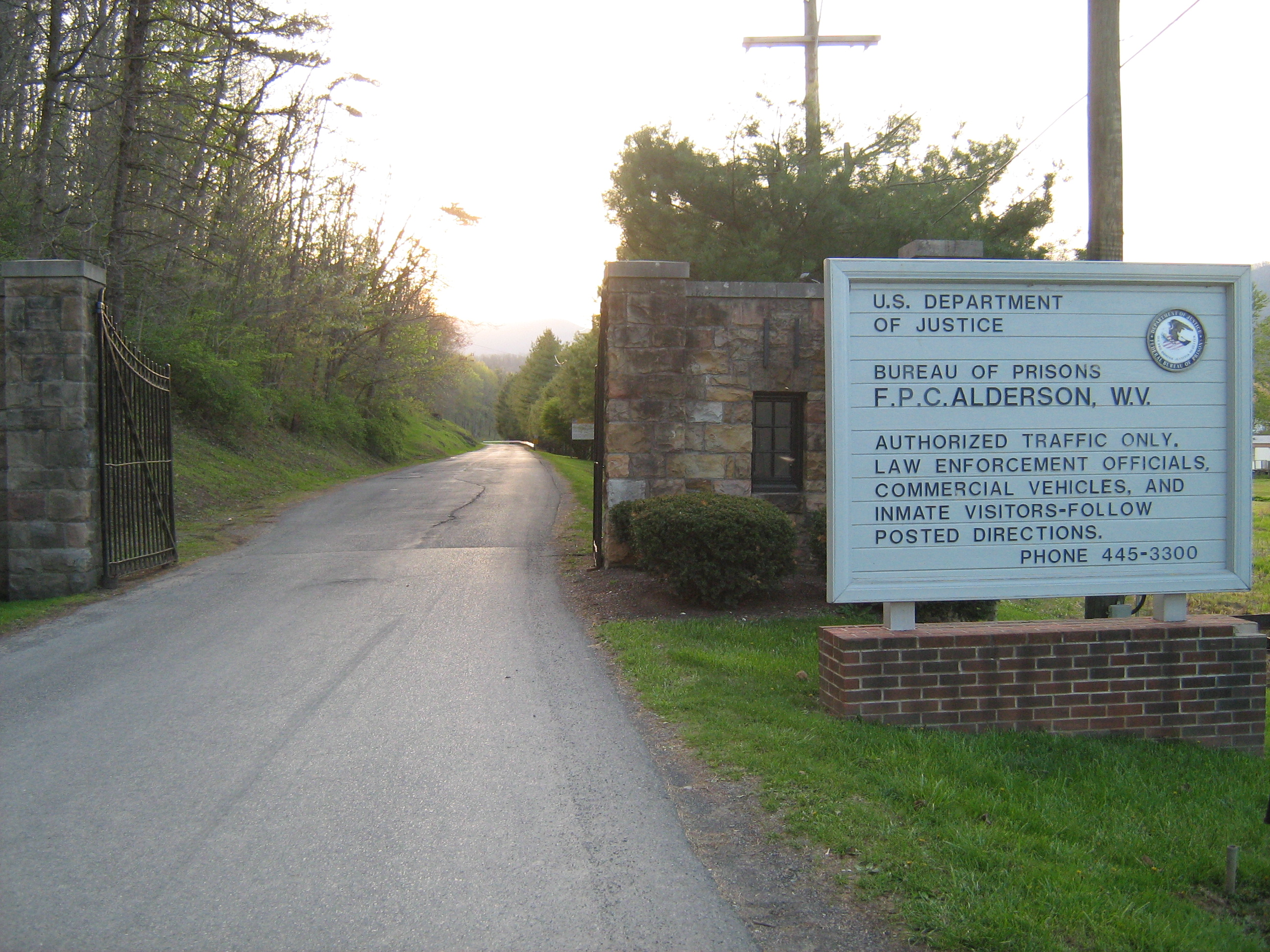
Entrada de FPC Alderson

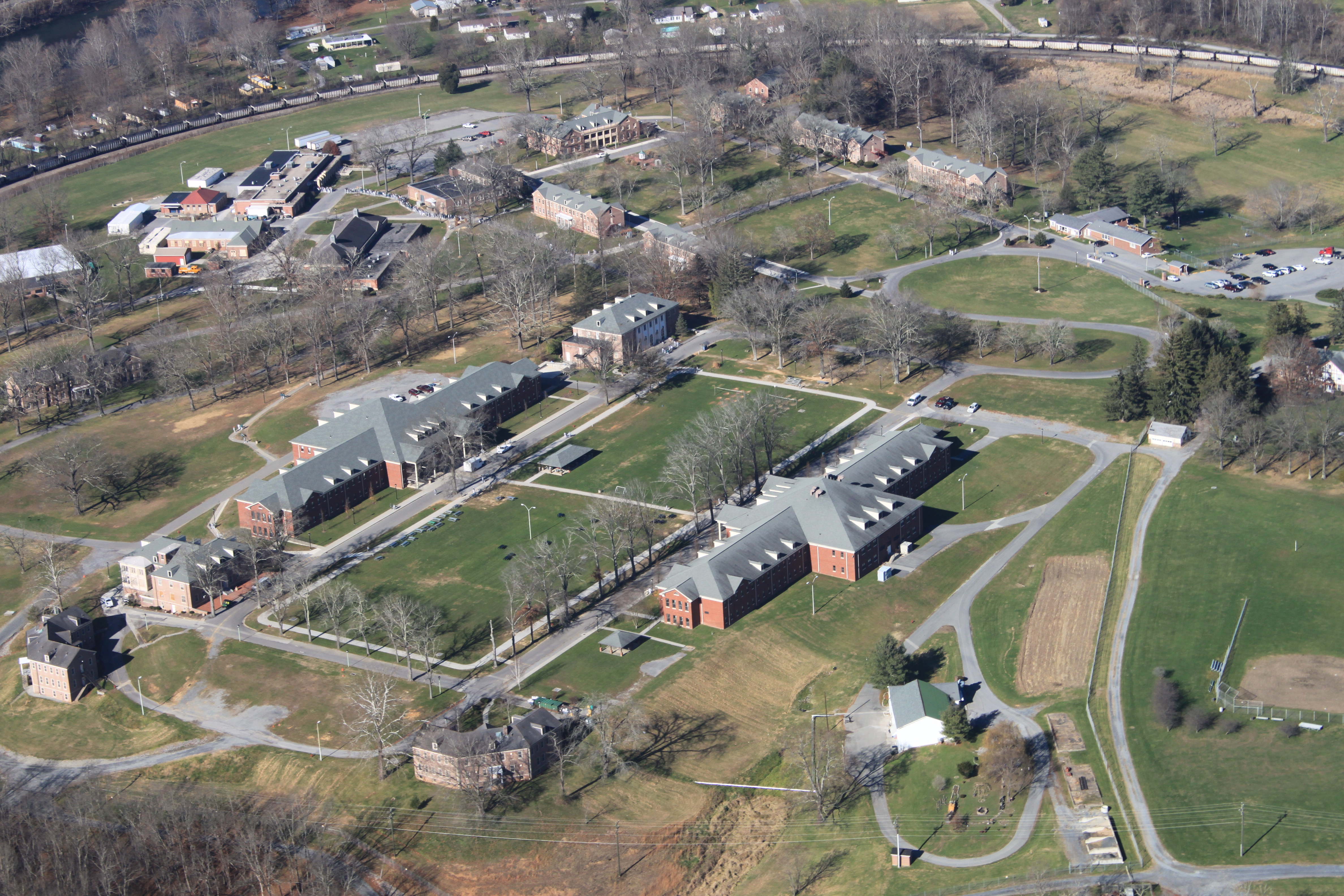
Vista aérea

La Prisión Federal Camp Alderson (del inglés: Federal Prison Camp, Alderson) o FPC Alderson) es una prisión federal para mujeres de mínima seguridad en una área no incorporada en dos condados de Virginia Occidental, Monroe y Summers, cerca de Alderson. Es una parte de la Agencia Federal de Prisiones (BOP).
Tiene el apodo "Camp Cupcake".
FPC Alderson (anteriormente la Federal Industrial Institution for Women), que se abrió en 1927, es la primera prisión federal para mujeres.

## Prisoneras notables
- Martha Stewart[2]